# Berlin (Massachusetts)
Berlin ist eine Kleinstadt im Worcester County des US-Bundesstaats Massachusetts und liegt etwa 30 Meilen westlich dessen Hauptstadt Boston.
Das U.S. Census Bureau hat bei der Volkszählung 2020 eine Einwohnerzahl von 3158 ermittelt.

## Geschichte
Der Ort wurde 1784 gegründet und Berlin genannt, da der erste Präsident der USA, George Washington, mit dem preußischen König Friedrich dem Großen befreundet war.

## Wirtschaft
Die Wirtschaft von Berlin ist geprägt von Landwirtschaft, vornehmlich Obst- und Gemüseanbau sowie Milchwirtschaft.